# Lactarius desideratus
Lactarius desideratus é um fungo que pertence ao gênero de cogumelos Lactarius na ordem Russulales. Encontrado em Camarões, foi primeiramente descrito cientificamente por Verbeken e Stubbe em 2008.